# Marina Trandienkowa
Marina Jewgienjewna Trandienkowa z domu Kriwoszejna, ros. Марина Евгеньевна Транденкова, z domu Кривошеина (ur. 7 stycznia 1967 w Rydze) – rosyjska lekkoatletka, sprinterka.
Wicemistrzyni olimpijska w sztafecie 4 × 100 metrów. W tej samej konkurencji ma również srebro mistrzostw Europy z 1994 oraz złoto mistrzostw świata rok wcześniej. 7. (1995) i 6. (1997) zawodniczka mistrzostw świata w biegu na 200 metrów.
Żona Igora Trandienkowa – rosyjskiego skoczka o tyczce.

## Osiągnięcia sportowe

### Igrzyska olimpijskie
| Miejsce | Dzień       | Rok  | Miejscowość | Konkurencja        | Czas biegu | Strata   | Zwycięzca              |
| ------- | ----------- | ---- | ----------- | ------------------ | ---------- | -------- | ---------------------- |
| 9.      | 3 sierpnia  | 1992 | Barcelona   | bieg na 200 m      | 22,50 s    | –        | Gwen Torrence          |
| 2.      | 8 sierpnia  | 1992 | Barcelona   | sztafeta 4 × 100 m | 42,16 s    | + 0,05 s | Stany Zjednoczone      |
| 5.      | 27 lipca    | 1996 | Atlanta     | bieg na 100 m      | 11,06 s    | + 0,13 s | Gail Devers            |
| 32.     | 22 września | 2000 | Sydney      | bieg na 100 m      | 11,51 s    | –        | Ekaterini Thanou       |
| 17.     | 27 września | 2000 | Sydney      | bieg na 200 m      | 23,10 s    | –        | Pauline Davis-Thompson |
| 4.      | 30 września | 2000 | Sydney      | sztafeta 4 × 100 m | 43,02 s    | + 1,07 s | Bahamy                 |

### Mistrzostwa świata
| Miejsce | Dzień       | Rok  | Miejscowość | Konkurencja        | Czas biegu | Strata   | Zwycięzca               |
| ------- | ----------- | ---- | ----------- | ------------------ | ---------- | -------- | ----------------------- |
| 7.      | 19 sierpnia | 1995 | Göteborg    | bieg na 200 m      | 22,84 s    | + 0,72 s | Merlene Ottey           |
| DNF     | 13 sierpnia | 1995 | Göteborg    | sztafeta 4 × 100 m | –          | –        | Stany Zjednoczone       |
| 6.      | 8 sierpnia  | 1997 | Ateny       | bieg na 200 m      | 22,65 s    | + 0,33 s | Żanna Pintusewycz-Block |
| 5.      | 9 sierpnia  | 1997 | Ateny       | sztafeta 4 × 100 m | 42,50 s    | + 1,03 s | Stany Zjednoczone       |
| 18.     | 24 sierpnia | 1999 | Sewilla     | bieg na 200 m      | 22,82 s    | –        | Inger Miller            |

### Mistrzostwa Europy
| Miejsce | Dzień       | Rok  | Miejscowość | Konkurencja        | Czas biegu | Strata   | Zwycięzca       |
| ------- | ----------- | ---- | ----------- | ------------------ | ---------- | -------- | --------------- |
| 8.      | 8 sierpnia  | 1994 | Helsinki    | bieg na 100 m      | 11,52 s    | + 0,50 s | Irina Priwałowa |
| 2.      | 13 sierpnia | 1994 | Helsinki    | sztafeta 4 × 100 m | 42,96 s    | + 0,06 s | Niemcy          |